# Gia tộc Schleswig-Holstein-Sonderburg-Augustenburg
Nhà Schleswig-Holstein-Sonderburg-Augustenburg (tiếng Đan Mạch: Slesvig-Holsten-Sønderborg-Augustenborg) là một nhánh của công tước Schleswig-Holstein-Sonderburg của Nhà Oldenburg. Dòng dõi này là hậu duệ của Alexander, Công tước xứ Schleswig-Holstein-Sonderburg. Giống như tất cả các dòng dõi thứ cấp từ nhánh Sonderburg, những người đứng đầu gia tộc Schleswig-Holstein-Sonderburg-Augustenburg đầu tiên được gọi là Công tước Schleswig-Holstein và Công tước Sonderburg. Gia tộc này lấy tên theo ngôi nhà tổ tiên của mình, Cung điện Augustenborg ở Augustenborg, Đan Mạch.

## Lịch sử

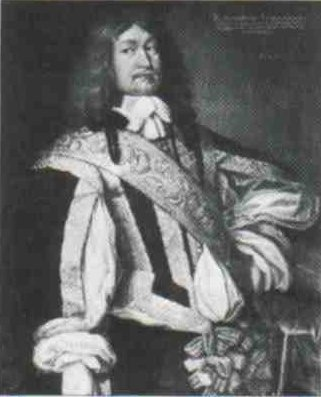
Công tước Ernst Günther I, Công tước đầu tiên của xứ Augustenburg (1609-1689).

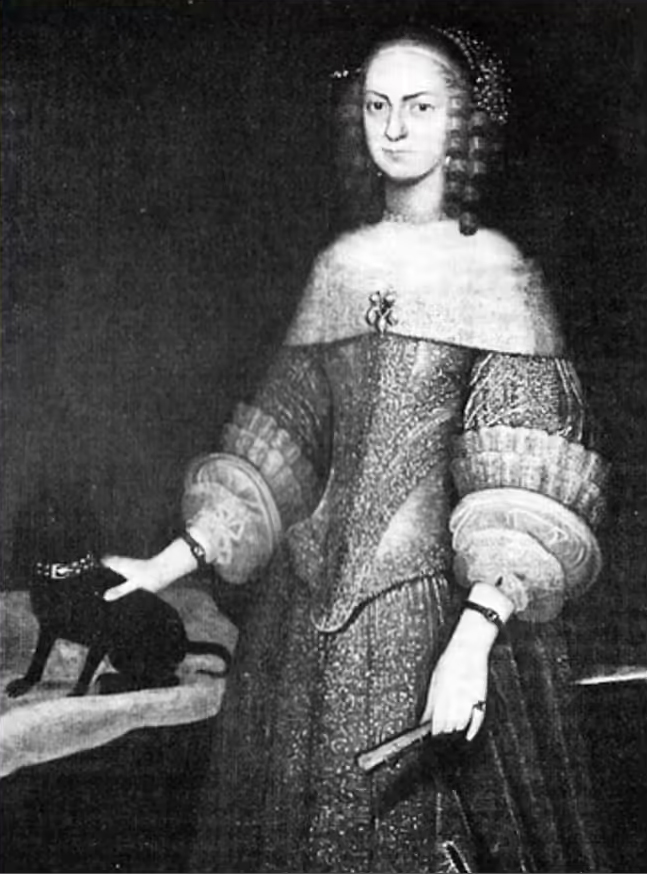
Auguste, Công tước phu nhân đầu tiên của xứ Augustenburg (1633-1701).

Nhánh này bắt nguồn từ Ernst Günther, một thành viên của gia tộc công tước Schleswig-Holstein (nhánh của Sønderborg) và là học trò của hoàng gia Đan Mạch. Ông là con trai thứ ba của Alexander, Công tước thứ 2 của Sonderborg (1573–1627), và do đó là cháu trai của Johann Trẻ (1545–1622), công tước đầu tiên, con trai của Vua Christian III của Đan Mạch.
Ernest Günther đã xây dựng một lâu đài vào những năm sau năm 1651, được đặt tên là Augustenburg để vinh danh vợ ông, Auguste. Bà cũng xuất thân từ một nhánh của Công tước xứ Schleswig-Holstein với tư cách là con gái của Philip (1584–1663), Công tước xứ Glücksburg. Khi lâu đài đó trở thành nơi ở chính của dòng họ, cuối cùng gia đình đã sử dụng tên Augustenborg làm tên nhánh của mình. Vì họ là họ hàng của nhà công tước, nên danh hiệu công tước thuộc về mỗi người trong số họ (theo phong tục của người Đức).
Các Công tước xứ Augustenburg không phải là những người cai trị có chủ quyền—họ nắm giữ đất đai của mình trong lãnh địa cho những người họ hàng cấp cao hơn theo triều đại của họ, các Công tước có chủ quyền của Schleswig và Holstein—những người là Vua Oldenburg của Đan Mạch.
Sau đó, một vị vua Đan Mạch đã phong cho người đứng đầu dòng dõi đó là Công tước xứ Augustenburg. Vào cuối thế kỷ 18, kể từ năm 1764, nhánh Schleswig-Holsten-Sønderborg-Augustenburg về mặt phả hệ là nhánh cao cấp tiếp theo ngay sau dòng dõi chính của các vị vua Đan Mạch. Vua Frederik VI của Đan Mạch (hay đúng hơn là cố vấn trưởng của ông Andreas Peter Bernstorff), đã phong cho người chị gái duy nhất của mình Louise Auguste của Đan Mạch kết hôn với Hoàng thế tử Christian xứ Augustenburg.
Năm 1764, Lâu đài Sønderborg, trụ sở của nhánh Schleswig-Holstein lâu đời hơn, đã được chuyển giao cho Công tước Augustenburg sau khi chủ sở hữu của nó bị xóa sổ, nhưng trái với mong đợi, nó đã không trở thành nơi cư trú (họ vẫn ở Augustenborg). Thay vào đó, nó được cho thuê làm nhà kho. Công tước Augustenburg áp chót, cũng tên là Ernst Günther, đã cho phép Bảo tàng Quận Sønderborg chuyển đến một phần của lâu đài vào năm 1920. Năm sau, nhà nước Đan Mạch đã mua lại lâu đài từ Công tước.
Năm 1810, một người con trai trẻ hơn của gia đình, Vương tử Christian August, được chọn làm Thái tử của Thụy Điển và được vua Karl XIII của Thụy Điển nhận làm con nuôi. Tuy nhiên, vương triều Augustenburg trên ngai vàng hoàng gia đã không tồn tại, vì Hoàng tử Christian August đã qua đời vài tháng sau khi đến Thụy Điển.
Vào đầu thế kỷ 19, dòng dõi hoàng gia Đan Mạch bắt đầu tuyệt tự tuyệt tôn. Công tước Augustenburg là người thừa kế dòng dõi nam tiếp theo của hoàng gia, mặc dù không phải là hậu duệ nam của Frederik III của Đan Mạch. Điều này khiến công tước trở thành một người chơi trong Câu hỏi Schleswig-Holstein phức tạp, cũng như một ứng cử viên trong quyền kế vị Đan Mạch. Frederik August xứ Augustenburg đã cố gắng tự xưng là Công tước trị vì Friedrich VIII xứ Schleswig-Holstein vào năm 1864, sau khi nhánh cao cấp của các vị vua Đan Mạch tuyệt chủng. Con gái của ông, Auguste Viktoria xứ Schleswig-Holstein, trở thành Hoàng hậu Đức với tư cách là vợ của Wilhelm II.
Những thành viên dòng công tước gần như tuyệt tự hết vào năm 1931. Vào tháng 11 năm 1920, người đứng đầu áp chót đã nhận Vương tử Johann Georg của Schleswig-Holstein-Sonderburg-Glücksburg và em gái ông là Vương nữ Marie Luise, con của Vương tử Albrecht  Schleswig-Holstein-Sonderburg-Glücksburg. Sau khi Augustenborg tuyệt chủng vào năm 1931, thâm niên thuộc về Công tước Glücksburg, người đứng đầu thuộc dòng thứ hai của Holstein, được biết đến trong tiếng Đức là Schleswig-Holstein-Sonderburg-Glücksburg và trong tiếng Đan Mạch là Slesvig-Holsten-Sønderborg-Lyksborg.

## Danh sách các công tước
Các công tước Schleswig-Holstein-Sonderburg-Augustenburg
- Ernst Günther, (1647–1689)
- Frederik (1689–1692), con trai
- Ernst August (1692–1731), em trai
- Christian August I (1731–1754), cháu trai
- Frederik Christian I (1754–1794), con trai
- Frederik Christian II (1794–1814), con trai
- Christian August II (1814–1869), con trai

Các công tước Schleswig-Holstein
- Frederik VIII August (1863–1880), con trai

Friedrich tự xưng là Công tước xứ Schleswig-Holstein vào năm 1863, nhưng không có được quyền sở hữu có chủ quyền.
- Ernst Günther II (1880–1921), con trai
- Albert (1921–1931), em họ

Giống như các vị vua của dòng Oldenburg trước đó, trong đó Nhà Glücksburg là một nhánh con cháu, các vị vua của triều đại Glücksburg ở Đan Mạch cũng mang tước hiệu Công tước xứ Schleswig và Holstein. Margrethe II của Đan Mạch đã từ bỏ truyền thống này khi lên ngôi vua Đan Mạch vào năm 1972.